# Besuk Kidul
Besuk Kidul is een bestuurslaag in het regentschap Probolinggo van de provincie Oost-Java, Indonesië. Besuk Kidul telt 2992 inwoners (volkstelling 2010).